# Synoviocyte
Les cellules de la membrane synoviale, synoviocytes, produisent le liquide synovial.  Les synoviocytes ne sont pas fréquemment visualisées dans le liquide synovial mais jouent un rôle primordial dans la fonction de la barrière hémosynoviale. Elles seraient les premières à phagocyter les cristaux et à déclencher le processus inflammatoire..